# あべりつこ
あべ りつこは、日本の女性漫画家である。初期は阿部律子名義。新潟県新井市（現・妙高市）出身。1970年代に少女漫画雑誌『週刊少女フレンド』（講談社）、『週刊マーガレット』（集英社）を中心に作品を多く発表した。

## 経歴
1967年の講談社新人漫画賞で1位となり、ちばてつやのアシスタントとして「テレビ天使」（1968年）などを手がけたのち、1970年、「おにいちゃんと
トコとＸ」（『なかよし』増刊1970年8月号掲載）でデビューした。週刊時代の『少女フレンド』や『別冊少女フレンド』『なかよし』（講談社）で読み切りや連載を発表。少女フレンドの週刊廃止（月2回刊化）となった1974年以降は集英社発行の『週刊マーガレット』『ぶ～け』に転籍し、1981年まで作品を発表した。また挿絵や子ども用文具向けイラストなどもてがけた。
生い立ちや経済的困窮などの障害を乗り越えた兄弟愛や家族愛、友人愛などを、ユーモアで包んだ明るい作品が多く、また対照的なダブルヒロインの構図をしばしば取り入れた。ちばてつやの元で培った画力に基づく動きのある描写には定評があり、今なお根強いファン層がある。1992年には女性向け月刊誌『CREA』（文藝春秋）によるアンケート企画で、女優の工藤夕貴があべの初期代表作の1つ「でっかいちゃんと集まれ!」を自身のベストに挙げ注目された。

## 作品

### 講談社発表作品
- おにいちゃんとトコとX（エックス）（『なかよし』1970年8月号増刊）
- かもしかは びっこ（『週刊少女フレンド』1970年8月4日号増刊）
- ヤー!ヤー!青春（『別冊少女フレンド』1970年9月号）
- ひとりぽっちのゴールイン（原作・神保史郎、『週刊少女フレンド』1970年9月8日号）
- 見えない糸（『なかよし』1970年10月号）
- ふたごっこ四重奏（構成・羽生敦子、『週刊少女フレンド』1970年11月10日号・11月17日号）
- ごめんね真奈（『別冊少女フレンド』1970年11月号）
- あわ雪物語（『別冊少女フレンド』1971年1月号）
- でっかいちゃんと集まれ!（『週刊少女フレンド』1971年1月19日号－3月9日号）
- すみれとたんぽぽ（『別冊少女フレンド』1971年4月号）
- すえっ子台風（『週刊少女フレンド』1971年5月4日号－10月12日号）
- アルカディアの少年（『別冊少女フレンド』1972年1月号・2月号）
- ママの王子さま（『週刊少女フレンド』1972年2月22日号－5月9日号）
- ノンノンプラス3（『別冊少女フレンド』1972年9月号･10月号）
- チビのへんしん（『なかよし』1973年4月号）
- しょっぱい涙の物語（『なかよし』1973年8月号）
- わたしのネコ子（『なかよし』1973年12月号）
- 小春ちゃん（『別冊少女フレンド』1974年4月号増刊）

### 集英社発表作品
- 春の日のおかーちゃん（『週刊マーガレット』1974年5月19日号）
- テキは強いぞ手ごわいぞ!（『週刊マーガレット』1974年9月1日号）
- みーなの涙（『週刊マーガレット』1974年7月10日号臨時増刊）
- ひっこめ!全ガキ連（『週刊マーガレット』1974年11月10日号-1975年1月1・5日合併号）
- さよならスモーキング（『ぶ～け』1979年2月号）
- 若葉かおれば（『ぶ～け』1979年6月号）
- 空の上の人形（『ぶ～け』1979年11月号）
- ほほえんだ夏（『ぶ～けDELUXE』1981年9月20日号）

### 単行本
※発行日は初版

#### 講談社コミックスフレンド
- でっかいちゃんと集まれ!（KC544、1971年10月20日発行）- 「阿部律子」名義
- すえっ子台風1（KC554、1972年6月20日発行）- 「阿部律子」名義
- すえっ子台風2（KC555、1972年6月20日発行）- 「阿部律子」名義
- すえっ子台風1（KC704、1976年2月15日発行）
- すえっ子台風2（KC705、1976年3月15日発行）
- でっかいちゃんと集まれ!（KC721、1976年7月15日発行）

#### 若木書房ティーン・コミックス・デラックス
- ママの王子さま（TCD79、1976年7月25日発行）
- ノンノンプラス3（TCD81、1976年10月10日発行）
- テキは強いぞ手ごわいぞ!（TCD136、1978年6月15日発行）